# Ковзанярський спорт на зимових Олімпійських іграх 1936
Змагання з ковзанярського спорту на зимових Олімпійських іграх 1936 тривали з 11 до 14 лютого на озері Рісерзе на південь від Гарміш-Партенкірхена (Німеччина). Розіграно 4 комплекти нагород.

## Таблиця медалей
| Місце              | Країна             | Золото | Срібло | Бронза | Загалом |
| ------------------ | ------------------ | ------ | ------ | ------ | ------- |
| 1                  | Норвегія           | 4      | 2      | 0      | 6       |
| 2                  | Фінляндія          | 0      | 2      | 2      | 4       |
| 3                  | Австрія            | 0      | 0      | 1      | 1       |
| 3                  | США                | 0      | 0      | 1      | 1       |
| Загалом (4 збірні) | Загалом (4 збірні) | 4      | 4      | 4      | 12      |

## Чемпіони та призери
| Дисципліна   | Золото                     | Золото     | Срібло                      | Срібло  | Бронза                      | Бронза  |
| ------------ | -------------------------- | ---------- | --------------------------- | ------- | --------------------------- | ------- |
| 500 метрів   | Івар Баллангруд · Норвегія | 43.4       | Ґеорґ Кроґ · Норвегія       | 43.5    | Лео Фрайзінґер · США        | 44.0    |
| 1500 метрів  | Шарль Матісен · Норвегія   | 2:19.2 OR  | Івар Баллангруд · Норвегія  | 2:20.2  | Бірґер Васеніус · Фінляндія | 2:20.9  |
| 5000 метрів  | Івар Баллангруд · Норвегія | 8:19.6 OR  | Бірґер Васеніус · Фінляндія | 8:23.3  | Антеро Ояла · Фінляндія     | 8:30.1  |
| 10000 метрів | Івар Баллангруд · Норвегія | 17:24.3 OR | Бірґер Васеніус · Фінляндія | 17:28.2 | Макс Штіпль · Австрія       | 17:30.0 |

## Країни-учасниці
У змаганнях з ковзанярського спорту на Олімпійських іграх у Гарміш-Партенкірхені взяли участь 52 ковзанярі з 16-ти країн:
- Австралія (1)
- Австрія (8)
- Бельгія (2)
- Канада (1)
- Чехословаччина (2)
- Естонія (1)
- Фінляндія (5)
- Німеччина (2)
- Угорщина (1)
- Японія (7)
- Латвія (3)
- Нідерланди (5)
- Норвегія (7)
- Польща (1)
- Швеція (1)
- США (5)